# Alexandre Czerniatynski
Alexandre Czerniatynski (Charleroi, 1960. július 28. –) válogatott belga labdarúgó, csatár, edző.
Részt vett az 1982-es spanyolországi világbajnokságon, az 1984-es franciaországi Európa-bajnokságon és az 1994-es Egyesült Államokbeli világbajnokságon.

## Sikerei, díjai
Anderlecht
- Belga bajnokság
  - bajnok: 1984–85,
- UEFA-kupa
  - győztes (1): 1982–83

 Antwerp
- Belga kupa
  - győztes: 1992
- Kupagyőztesek Európa-kupája (KEK)
  - döntős: 1992–93
  - gólkirály: 1992–93

 Germinal Ekeren
- Belga kupa
  - győztes: 1997